# کریستین پاوون
کریستین پاوون (اسپانیایی: Cristian Pavón‎؛ زادهٔ ۲۱ ژانویهٔ ۱۹۹۶) بازیکن فوتبال اهل آرژانتین است.
از باشگاه‌هایی که در آن بازی کرده‌است می‌توان به بوکا جونیورز و ال‌ای گلکسی اشاره کرد.